# Lawrence Okolie
Lawrence Okolie (Hackney, 16 dicembre 1992) è un pugile inglese.
Ha detenuto titoli mondiali in due categorie di peso differenti tra cui il titolo mondiale WBC dei pesi bridger nel 2024 e quello dei pesi massimi leggeri WBO dal 2021 al 2023.
A livello regionale ha detenuto il titolo del Commonwealth due volte tra il 2018 e il 2019, il titolo britannico dal 2018 al 2019 e quello europeo nel 2019.

## Biografia
Nato a Hackney, uno dei borghi di Londra, da genitori nigeriani di origine igbo, Okolie cresce nel quartiere di Stoke Newington.

## Carriera

### Dilettanti
Okolie partecipa con il team della Gran Bretagna alle Olimpiadi di Rio 2016 gareggiando nella categoria dei pesi massimi. Batte ai sedicesimi il polacco Igor Pawel Jakubowski ma viene successivamente eliminato agli ottavi dal cubano Erislandy Savón.

### Professionisti
Debutta tra i professionisti nel 2017. Nel 2021 vince il titolo mondiale WBO dei massimi leggeri sconfiggendo per KO tecnico alla sesta ripresa il polacco Głowacki. 
Il 24 maggio 2024 sconfigge per KO alla prima ripresa il polacco Łukasz Różański vincendo il titolo WBC dei pesi bridger.

## Risultati nel pugilato
| No. | Risultato | Record | Avversario           | Metodo | Round  | Data              | Città       | Note |
| --- | --------- | ------ | -------------------- | ------ | ------ | ----------------- | ----------- | --- |
| 23  | Vittoria  | 22–1   | Kevin Lerena         | UD     | 10     | 19 luglio 2025    | Londra      | Difende il titolo vacante WBC Silver dei pesi massimi                                                                   |
| 22  | Vittoria  | 21–1   | Hussein Muhamed      | KO     | 1 (10) | 7 dicembre 2024   | Londra      | Vince il titolo vacante WBC Silver dei pesi massimi                                                                     |
| 21  | Vittoria  | 20–1   | Łukasz Różański      | KO     | 1 (12) | 24 maggio 2024    | Rzeszow     | Vince il titolo WBC dei pesi bridger                                                                                    |
| 20  | Sconfitta | 19–1   | Chris Billam-Smith   | MD     | 12     | 27 maggio 2023    | Bournemouth | Perde il titolo WBO dei pesi massimi leggeri                                                                            |
| 19  | Vittoria  | 19–0   | David Light          | UD     | 12     | 25 marzo 2023     | Manchester  | Difende il titolo WBO dei pesi massimi leggeri                                                                          |
| 18  | Vittoria  | 18–0   | Michał Cieślak       | UD     | 12     | 27 febbraio 2022  | Londra      | Difende il titolo WBO dei pesi massimi leggeri                                                                          |
| 17  | Vittoria  | 17–0   | Dilan Prašović       | KO     | 3 (12) | 25 settembre 2021 | Londra      | Difende il titolo WBO dei pesi massimi leggeri                                                                          |
| 16  | Vittoria  | 16–0   | Krzysztof Głowacki   | TKO    | 6 (12) | 20 marzo 2021     | Londra      | Vince il titolo vacante WBO dei pesi massimi leggeri                                                                    |
| 15  | Vittoria  | 15–0   | Nikodem Jeżewski     | TKO    | 2 (12) | 12 dicembre 2020  | Londra      | Vince il titolo vacante WBO International dei pesi massimi leggeri                                                      |
| 14  | Vittoria  | 14–0   | Yves Ngabu           | TKO    | 7 (12) | 26 ottobre 2019   | Londra      | Vince il titolo EBU dei pesi massimi leggeri                                                                            |
| 13  | Vittoria  | 13–0   | Mariano Angel Gudino | TKO    | 7 (10) | 20 luglio 2019    | Londra      | Difende il titolo WBA Continentale dei pesi massimi leggeri                                                             |
| 12  | Vittoria  | 12–0   | Wadi Camacho         | TKO    | 4 (12) | 23 marzo 2019     | Londra      | Difende il titolo britannico dei pesi massimi leggeri. Vince il titolo del Commonwealth dei pesi massimi leggeri        |
| 11  | Vittoria  | 11–0   | Tamas Lodi           | TKO    | 3 (10) | 2 febbraio 2019   | Londra      | Difende il titolo WBA Continentale dei pesi massimi leggeri                                                             |
| 10  | Vittoria  | 10–0   | Matty Askin          | UD     | 12     | 22 settembre 2018 | Londra      | Vince il titolo britannico dei pesi massimi leggeri                                                                     |
| 9   | Vittoria  | 9–0    | Luke Watkins         | TKO    | 3 (12) | 6 giugno 2018     | Londra      | Difende il titolo WBA Continentale dei pesi massimi leggeri. Vince il titolo del Commonwealth dei pesi massimi leggeri. |
| 8   | Vittoria  | 8–0    | Isaac Chamberlain    | UD     | 10     | 3 febbraio 2018   | Londra      | Vince il titolo vacante WBA Continentale dei pesi massimi leggeri                                                       |
| 7   | Vittoria  | 7–0    | Antonio Sousa        | TKO    | 2 (6)  | 13 dicembre 2017  | Londra      | |
| 6   | Vittoria  | 6–0    | Adam Williams        | TKO    | 3 (6)  | 28 ottobre 2017   | Cardiff     | |
| 5   | Vittoria  | 5–0    | Blaise Mendouo       | PTS    | 6      | 1 settembre 2017  | Londra      | |
| 4   | Vittoria  | 4–0    | Russell Henshaw      | TKO    | 1 (6)  | 1 luglio 2017     | Londra      | |
| 3   | Vittoria  | 3–0    | Rudolf Helesic       | TKO    | 1 (4)  | 27 maggio 2017    | Sheffield   | |
| 2   | Vittoria  | 2–0    | Lukasz Rusiewicz     | TKO    | 1 (4)  | 15 aprile 2017    | Glasgow     | |
| 1   | Vittoria  | 1–0    | Geoffrey Cave        | KO     | 1 (4)  | 25 marzo 2017     | Manchester  | |